# Henri Lachmann
Pour les articles homonymes, voir Lachmann.
Henri Lachmann, né le 13 septembre 1938 à Colmar, est une personnalité du monde des affaires. Il a notamment été PDG de Schneider Electric de 1999 à 2005 (et dont il est actuellement président du conseil de surveillance). Il a de plus 8 autres mandats sociaux (mentionnés ci-dessous).

## Carrière
Diplômé d'HEC Paris et expert-comptable, il commence sa carrière en 1963 dans le cabinet d'audit Arthur Andersen en tant qu'auditeur puis Directeur du département de révision comptable, avant de prendre la direction opérationnelle de sociétés à partir de 1970, dont Strafor (1970 – 1998) puis Schneider Electric depuis 1996 en remplacement de Didier Pineau-Valencienne. À partir de 2005, il quitte la direction opérationnelle du groupe pour prendre la présidence du conseil de surveillance. 
Henri Lachmann a été également rédacteur en 2006 d'un rapport sur l'évaluation des scénarios de consolidation boursière impliquant Euronext. 
Depuis 2006, il est président du conseil d'administration de l'association Marie Lannelongue, association qui gère le Centre chirurgical Marie-Lannelongue, établissement de santé privé d'intérêt collectif spécialisé en chirurgie cardiaque et implanté au Plessis-Robinson.
Par ailleurs, dès la création, en 2000, de l'Institut Montaigne, Henri Lachmann en rejoint le comité directeur, en tant que vice-président et trésorier.
En 2010, Henri Lachmann devient président de la campagne de levée de fonds de l'Université de Strasbourg.

## Mandats sociaux
Comme cité ci-dessus, en introduction :
- Président du conseil de surveillance de Schneider Electric.

Avec en plus le 8 autres mandats :
- Membre du conseil de surveillance de Norbert Dentressangle[3].
- Membre du conseil de surveillance de Vivendi[4].
- Membre du conseil d'administration de Carmat, entreprise spécialisée dans la fabrication de cœurs artificiels[5].
- Président du Conseil d’Administration du Centre chirurgical Marie-Lannelongue[6].
- Censeur de Fimalac[7].
- Vice-président et trésorier de l’Institut Montaigne[1].
- Membre fondateur de la Fondation pour le droit continental et président de l'Institut Télémaque[8],[9].
- Fondateur de la Fondation Henri Lachmann (sous l'égide de l'Institut de France), pour l'insertion des enfants défavorisés.
- Président du Comité de Campagne de la Fondation Université de Strasbourg[10].

## Prises de position
Il a été très actif dans le domaine de la revalorisation de la formation professionnelle.
En 2013, il critique le crédit d'impôt pour la compétitivité et l'emploi en affirmant que, concernant essentiellement des emplois non qualifiés et non délocalisables, il ne soutient pas la compétitivité.

## Prix et récompenses
- Docteur Honoris Causa de Grenoble École de management (24 septembre 2008).